# 仇討流転
『仇討流転』（あだうちるてん）は、1928年（昭和3年）製作・公開、伊丹万作原作・脚本・監督による日本の長篇劇映画、サイレント映画である。伊丹万作の監督デビュー作として知られる。オリジナルシナリオ完成時の原題は『草鞋』（わらじ）。

## 略歴・概要
伊丹自身の回想によれば、1927年（昭和2年）10月、満27歳のころ、旧制・愛媛県松山中学校（現在の愛媛県立松山東高等学校）時代の先輩である伊藤大輔宅の食客となった際に、伊藤に言われて「しかたなく」書いたオリジナルシナリオが2本あり（『花火』、『伊達主水』）、その後同年11月、谷崎十郎主宰による谷崎十郎プロダクションが奈良に設立され、当時、伊丹とともに伊藤家の食客であった俳優の香川良介、脚本家の中川藤吉らとともに同プロダクションに移り、俳優として同社にいた1か月のうちに書いたのが、本作のオリジナルシナリオ『草鞋』であった。同年11月30日付の伊丹の日記には、『草鞋』は自分で監督すると固く決めた決意が書かれているという。
1928年（昭和3年）4月、設立されたばかりの片岡千恵蔵プロダクションに助監督兼脚本家として参加、このときに独立第1回作品のシナリオを1週間で書けといわれ、『天下太平記』を書き、これを監督して、映画監督としてデビューした稲垣浩の助監督につく。伊丹もまた、同作が職業脚本家としてのデビューであったが、その後、『伊達主水』が『放浪三昧』の題で公開され、『源氏小僧』が公開された後に、『草鞋』を「周囲に無断で自ら監督し物議をかもした」という。結局、映画『草鞋』は完成し、同年11月25日、『仇討流転』のタイトルで公開された。監督デビュー時、伊丹は満28歳であった。
本作には、プロダクション主宰の片岡千恵蔵のほか、伊丹と同時に入社した香川良介、同じく同プロダクションの設立に参加した武井龍三や成松和一、市川小文治歌舞伎映画プロダクションの市川小文治、伊藤大輔の最初の妻である伊藤みはるが出演している。片岡千恵蔵は、喜多左近・右近の兄弟二役を演じ分けた。同プロダクションは、当時まだ自社撮影所を所有しておらず、河合広始・田中十三の主宰する「日本キネマ撮影所」（双ヶ丘撮影所）でセット撮影が行われた。
2013年（平成25年）1月現在、東京国立近代美術館フィルムセンターも、マツダ映画社も、本作の上映用プリントを所蔵していない。事実上、失われたフィルムであり、観ることが不可能である。本作の脚本については、1961年（昭和36年）11月15日に発行された『伊丹万作全集 第3巻』（筑摩書房）には収録されていない。

## スタッフ・作品データ
- 監督・原作・脚本 : 伊丹万作
- 撮影 : 石本秀雄
- 製作 : 片岡千恵蔵プロダクション
- 上映時間（巻数 / メートル） : 約118分（8巻[2][3][4] / 約2,400メートル）[12]
- フォーマット : 白黒映画 - スタンダードサイズ（1.37:1） - 18fps - サイレント映画
- 公開日 :  日本 1928年11月25日
- 配給 :  菊水キネマ商会
- 初回興行 : 神戸・菊水館

## キャスト
- 片岡千恵蔵 - 喜多左近・弟右近（二役）
- 市川小文治 - 喜多孫右衛門
- 伊藤みはる - 喜多ゆき
- 片岡きよ子 - 喜多つな
- 武井龍三 - 役割三次
- 香川良介 - 横車七兵衛
- 成松和一 - 芹沢又十郎
- 衣笠淳子 - 横車女房